# Éditions P'tit Louis
Pour les articles homonymes, voir P'tit Louis.
 (décembre 2012).
Les Éditions P'tit Louis (auparavant Éditions A'grafe) est une maison d'édition française de bande dessinée, de livres jeunesse et de romans.

## Historique

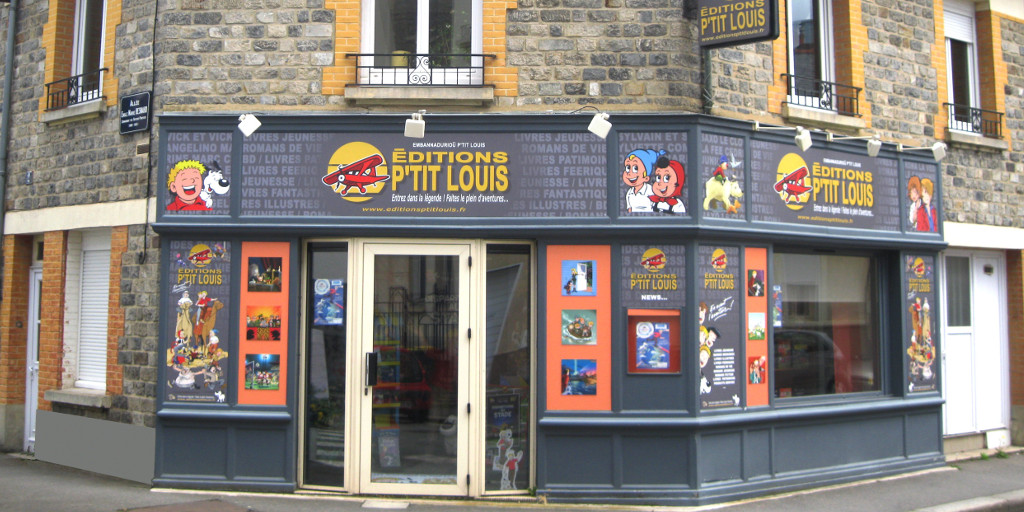
Siège des Éditions P'tit Louis

La maison d'édition P'tit Louis, société par actions simplifiée dont le siège est situé à Rennes, est une maison d'édition spécialisée en bande dessinée tout public. Fondées en 1989 par Bruno Bertin, les éditions P’tit Louis publient leur premier ouvrage en 1990, Fougères à travers son Histoire, une bande dessinée tout public en noir et blanc. En 1992, la maison d'éditions change de nom pour A'grafe et devient aussi une agence de communication. En 1995, la maison d'éditions revient à sa principale activité : l'édition de BD. L'entreprise reprend le nom des éditions P'tit Louis avec la parution du premier album des aventures de Vick et Vicky, Le Trésor des Chevrets de Bruno Bertin et Jean Rolland. Les éditions P'tit Louis ouvrent leur catalogue à d'autres auteurs, novices et confirmés, en publiant des albums, des romans jeunesse et des livres sur le patrimoine. Le catalogue compte à ce jour plus de 200 titres et trente auteurs. En plus de ses livres, la société diffuse et distribue d'autres maisons d'éditions : Coyote Jeunesse, Monkey Verde, Chemin Faisant et Ouest Livres.